# Cephaloleia dilatata
Cephaloleia dilatata is een keversoort uit de familie bladkevers (Chrysomelidae). De wetenschappelijke naam van de soort werd in 1948 gepubliceerd door Uhmann.